# Nycterosea albicinctaria
Nycterosea albicinctaria là một loài bướm đêm trong họ Geometridae.